# Zaglyptus
Zaglyptus is een geslacht van vliesvleugelige insecten (Hymenoptera) uit de familie van de gewone sluipwespen (Ichneumonidae).
De wetenschappelijke naam van het geslacht is voor het eerst geldig gepubliceerd in 1869 door Arnold Foerster.
Zaglyptus heeft een kosmopolitische verspreiding maar telt relatief weinig soorten. De sluipwespen vallen spinnen aan die bij hun eitjes blijven. Ze steken de spin dood, waarna ze meerdere eitjes op de eitjes van de spin leggen, evenals op het lichaam van de moederspin.

## Soorten
- Z. multicolor (Gravenhorst, 1829)
- Z. rufus Hellen, 1949
- Z. varipes (Gravenhorst, 1829)